# Charles-Paris d'Orléans-Longueville
Charles-Paris d’Orléans (né à Paris le 29 janvier 1649, tué au passage du Rhin près du fort de Tolhuis le 12 juin 1672), duc de Longueville et d’Estouteville, souverain de Neuchâtel et de Valangin, comte de Dunois, comte de Saint-Pol, comte de Tancarville, était candidat au trône de Pologne lorsqu'il meurt.

## Biographie
Fils d'Henri II d'Orléans, duc de Longueville, prince souverain de Neuchâtel et d' Anne Geneviève de Bourbon-Condé. Il nait pendant la Fronde où sa mère joue un rôle actif et reçoit pour une de ses marraines la ville de Paris qui soutenait les princes du sang contre la reine-régente et son ministre le cardinal Mazarin. Reconnu par le duc de Longueville, il est en fait né de la liaison adultérine que sa mère entretenait avec François de Marcillac, duc de La Rochefoucauld. 

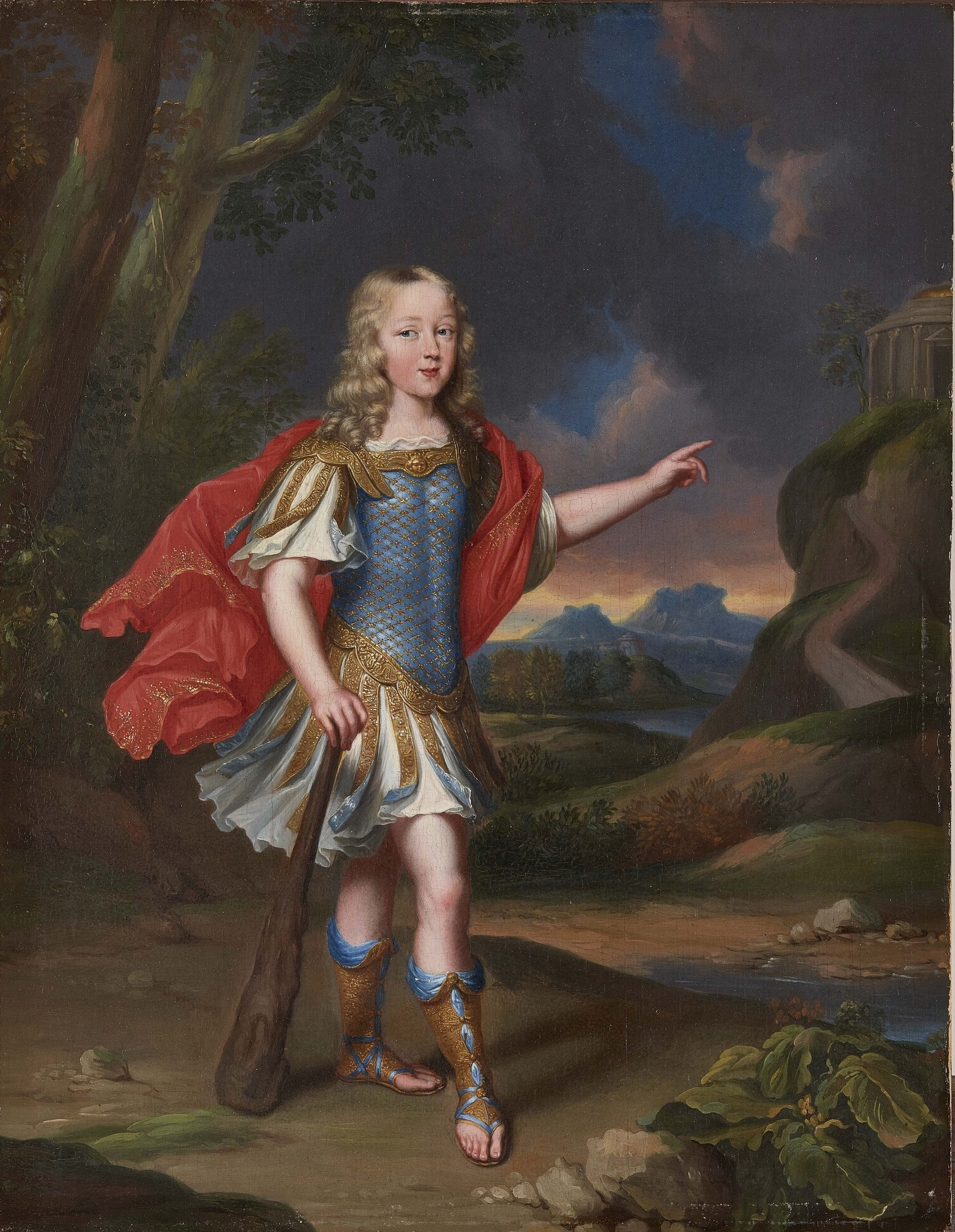
Louis Elle dit Ferdinand l’Aîné, Portrait de Charles Paris, comte de Saint-Pol, en Hercule, vers 1658-1660.

À 12 ans, en 1661, il est nommé par Louis XIV abbé commendataire de Saint-Étienne de Caen ; alors que le gouvernement de ses prédécesseurs, uniquement intéressés par les revenus qu'ils pouvaient tirer de cette riche abbaye royale, avait été marqué par des conflits avec les frères, le passage de Charles-Paris d’Orléans, assisté par le duc et la duchesse de Longueville, à la tête de l'abbaye caennaise est marqué par la générosité de cette famille envers les religieux. Il résigne ses fonctions entre les mains de Louis XIV quelques mois plus tard le 2 janvier 1664.
En effet, son père est mort en 1663 et son frère aîné Jean-Louis étant reconnu comme inapte à gouverner, il devient prince souverain de Neufchâtel ainsi que duc de Longueville. 
À l’âge de dix-huit ans en 1667, il accompagne le roi de France à la campagne de Flandre et prend part à la prise des villes de Tournai, Douai et Lille puis l’année suivante à l’expédition en Franche-Comté. À la fin de 1668, il prend la tête de 100 gentilshommes pour combattre les Turcs au siège de Candie sans parvenir à faire lever le siège. 
Il est de la première campagne de Hollande, et passe le Rhin à la nage avec la cavalerie française. Mais ayant attaqué au sortir de ce fleuve un corps retranché à Tolhuis, il y est tué le dimanche 12 juin, dans le temps que François de Callières travaillait à l'élever sur le trône vacant de Pologne, et qu'il était près de l'emporter sur son compétiteur, Michel Wiśniowiecki. Quoique célibataire, il eut une relation avec Madeleine d'Angennes (1629-1714), maréchale de La Ferté-Senneterre, dont il eut un fils naturel, Charles-Louis d'Orléans, qui fut tué au siège de Philippsburg (1688).